# Vincenzo Del Vecchio
Vincenzo Del Vecchio (Napoli, 6 gennaio 1966 – Cinisi, 2 aprile 2006) è stato un calciatore italiano, di ruolo difensore.

## Carriera
Cresciuto nelle giovanili della Casertana, ha debuttato in prima squadra in Serie C1 nella stagione 1984-85, per poi militare in varie squadre dilettantistiche campane; torna tra i professionisti nella stagione 1988-1989, nella quale veste la maglia dell'Afragolese in Serie C2; milita in questa categoria anche nella stagione 1989-1990, questa volta con la maglia della Cavese.
Nella stagione 1990-1991 torna in serie C1 passando tra le file del Catania, chiudendo il campionato con 32 presenze; nella stagione 1991-1992 gioca invece 27 partite. Nel 1992 viene ceduto alla Fidelis Andria, con cui nella stagione 1992-1993 e nella stagione 1993-1994 gioca in Serie B, disputando in totale 55 partite nella serie cadetta. Torna poi al Catania, con cui nella stagione 1994-1995 vince il Campionato Nazionale Dilettanti, in cui segna 4 gol in 31 presenze; dopo un'altra stagione al Catania, chiusa con 25 presenze ed un gol in Serie C2, lascia definitivamente gli etnei e si trasferisce al Milazzo, con cui gioca per tre anni consecutivi nel Campionato Nazionale Dilettanti sfiorando anche la promozione in Serie C2 nella stagione 1997-1998.
Nel 1999 va a giocare al Paternò, club siciliano di Eccellenza con cui vince due campionati consecutivi (l'Eccellenza Sicilia 1999-2000 e la Serie D 2000-2001) tornando così tra i professionisti dopo 5 anni di dilettantismo. Nella stagione 2001-2002 gioca infatti in Serie C2 con il Paternò, che dopo essere arrivato terzo in classifica viene promosso nella categoria superiore al termine dei play-off (suo il 1º gol del ritorno della semifinale contro il Giugliano).
Dopo tre promozioni in tre anni Del Vecchio cambia maglia, accasandosi al Siracusa in Serie D. In seguito ha anche giocato con l'Adrano ed infine con il Trecastagni, società di Eccellenza con cui ha giocato la stagione 2005-2006.
Il 2 aprile del 2006 è morto in seguito ad un arresto cardiaco durante la partita di campionato tra Cinisi e Trecastagni.

## Palmarès

### Club

#### Competizioni nazionali
- Campionato Nazionale Dilettanti: 1

Catania: 1994-1995
- Serie D: 1

Paternò: 2000-2001

#### Competizioni regionali
- Eccellenza: 1

Paternò: 1999-2000
- Promozione: 1

Corigliano: 1985-1986